# Dichagyris darius
Dichagyris darius là một loài bướm đêm trong họ Noctuidae.